# Cornelis Schut
Cornelis Schut (Antwerpen, gedoopt 13 mei 1597 – Borgerhout, 29 april 1655) was een Vlaamse barokschilder, tekenaar en graveur bekend voor zijn werken met bijbelse, mythologische en allegorische thema's. Hij was een van de belangrijkste schilders van altaarwerken in de Habsburgse Nederlanden in de eerste helft van de zeventiende eeuw.

## Levensloop
Cornelis Schut werd geboren in Antwerpen als zoon van Willem Schut en Suzanna Schernilla.  Over de periode tussen zijn doopsel in de Antwerpse Antwerpse kathedraal en zijn inschrijving in de Liggeren van de Sint-Lucasgilde is niets geweten. Volgens de 18de-eeuwse historiograaf Jacob Campo Weyerman was hij leerling van Peter Paul Rubens. De wetenschappelijke relevantie van diens bronnen wordt betwijfeld. Gertrude Wilmers heeft redenen om aan te nemen dat Cornelis Schut mogelijk in de leer ging bij Hendrick van Balen of Jan Brueghel de Oude.  Hij wordt in 1618 vermeld als lid van het Antwerpse Sint-Lucasgilde.
Hij was in Rome van 1624 tot 1627 en verbleef er in la casa de’ pittori fiamenghi in de Via Margutta.  Hier was hij een van de leden van de Bentvueghels, een vereniging van voornamelijk Nederlandse en Vlaamse kunstenaars werkzaam in Rome, en kreeg er de bijnaam (de zogenaamde bentnaam) ‘Broodzak’.  Samen met de schilder Tyman Arentsz. Cracht werkte hij vanaf 13 januari 1627 voor Pietro Pescatore (alias Pieter de Vischere), een Italiaans bankier en mecenas van Vlaamse afkomst, en schilderde fresco’s in zijn villa in Frascati, de zogenaamde 'Casino Pescatore'. Deze opdracht speelde een belangrijke rol in het lanceren van zijn carrière in Italië..  Gedurende deze jaren schilderde Schut ook kleinschalige werken die allegorische en mythologische thema's uitbeeldden.

### Van Rome naar Florence
Schuts plannen in Rome werden verstoord toen hij op 16 september 1627 in de gevangenis belandde als verdachte van de moord van zijn collega Giusto. Hij verkreeg opnieuw zijn vrijheid op 2 oktober dankzij de interventie van de Accademia di San Luca, de vereniging van kunstenaars in Rome.  Hij verliet Rome en trok naar Florence.
In 1627-28 was hij in Florence waar hij onder meer tapijten ontwierp voor de Arazzeria Medicea, de belangrijkste tapijtweverij in Italië die in 1546 was opgericht in Florence door groothertog Cosimo I de' Medici.

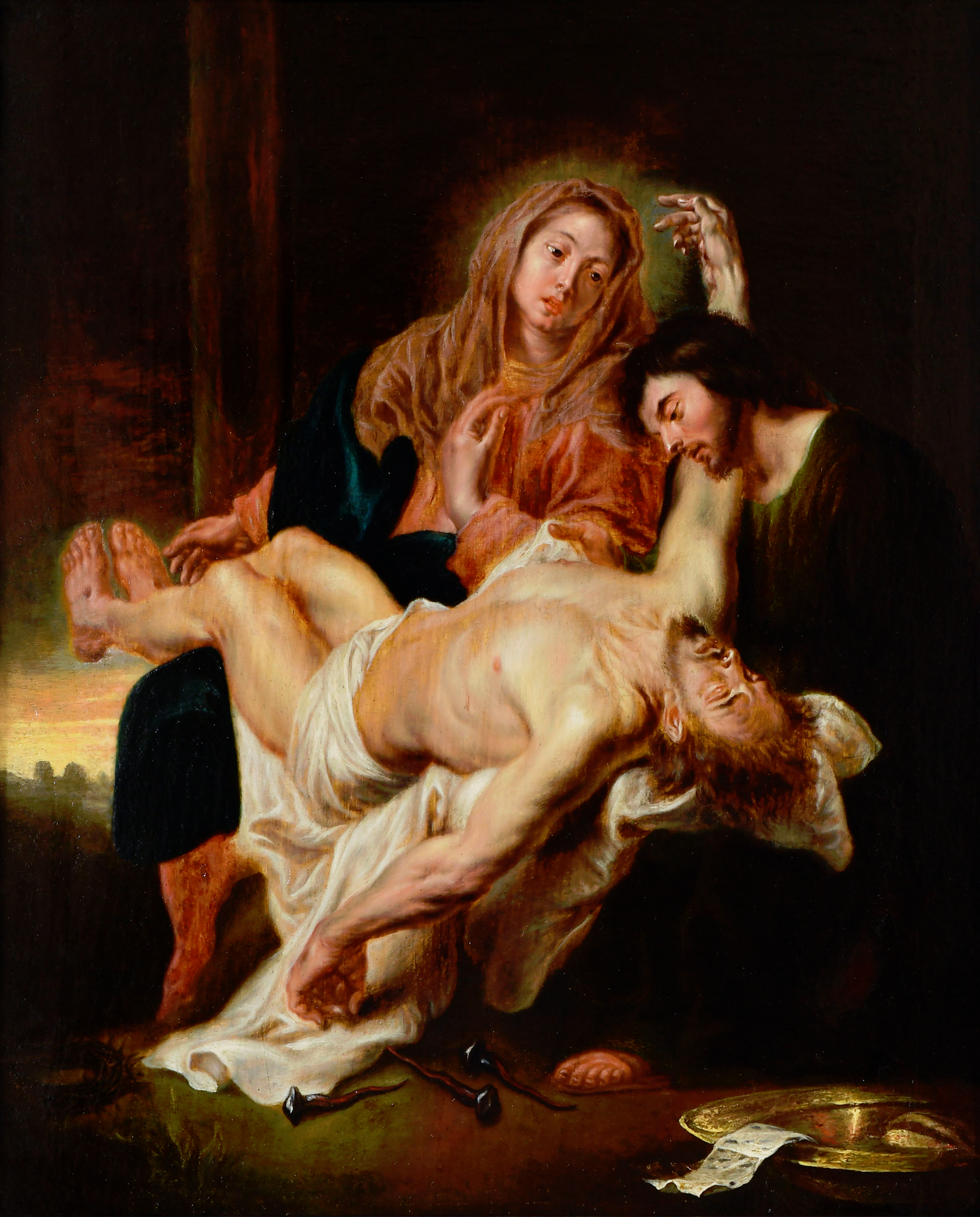
Pieta

### Atelier in Antwerpen
Na zijn terugkeer uit Italië huwt Schut in 1633 met Catharina Geenssins in de kathedraal. Blijkbaar gaan ze meer naar het oosten van de stad wonen, want negen maanden later wordt hun zoon gedoopt in de Sint-Jacobskerk, met Jan van Mildert als peter. Van dan af is dit ook zijn parochiekerk, waar ook de volgende twee kinderen uit dit huwelijk gedoopt worden. In 1638 wordt zijn eerste vrouw er begraven evenals hun eerste en derde kind, en – ook in 1638 – hertrouwt hij er met Anastasia Scelliers. Ook hun vier kinderen worden in Sint-Jacobs gedoopt. Hij huurt Het Gulden Pantsier, een groot huis in de Paddengracht (nu Prinsesstraat 23) en richt daar zijn atelier in.
Peter Paul Rubens krijgt de opdracht voor de versieringen ter gelegenheid van de Blijde Intrede van de Kardinaal-Infant in Antwerpen in 1635. Hij laat zich daarbij assisteren door belangrijke andere meesters zoals Jacob Jordaens,  Cornelis de Vos, Theodoor van Thulden en ook Cornelis Schut. Deze krijgt een belangrijke aandeel in deze opdracht, maar de samenwerking met Rubens verloopt blijkbaar niet vlekkeloos. Schut krijgt ook de opdracht om de decoratie te ontwerpen en uit te voeren voor de Blijde Intrede van Ferdinand in Gent in datzelfde jaar en zijn meeste aandacht gaat daar naartoe.
Hoe het kwam dat uitgerekend hij deze opdracht kreeg, is onduidelijk. Misschien speelde het feit mee dat het de jezuïeten waren die in Gent de organisatie van deze Blijde Intrede voor hun rekening namen. Schut heeft intens samengewerkt met jezuïetenbroeder en bloemenschilder Daniël Seghers, die van eind 1625 tot september 1627 in Rome was  – toen ook C. Schut daar verbleef. Seghers was een specialist in het schilderen van bloemenguirlandes maar deed dikwijls een beroep op andere meesters om het centrale gegeven te penselen. Een van hen was Cornelis Schut, die aan 14 schilderijen van Seghers meewerkte. Daniël Seghers had zijn atelier in het professenhuis, aan de zuidkant van het Jezuïetenplein, naast de Sint-Ignatiuskerk (nu Carolus Borromeus). Voor deze kerk schilderde Schut de Kroning van Maria, waar het om beurten met de twee schilderijen van Rubens en dat van Gerard Seghers het hoofdaltaar versierde, en nog drie andere doeken. Hij kreeg ook verschillende opdrachten voor de jezuïeten in Leuven en Keulen.
Schut zag ook de commerciële mogelijkheden van de prentkunst. Nogal wat van zijn tekeningen en schilderijen werden verspreid als prenten. Wie deze maakte, is meestal niet geweten. Naast Pieter De Jode duiken ook de namen van o.a. Wenceslas Hollar, Remoldus Eynhoudts, Paulus Pontius, Johannes Popels en Lucas Vorsterman op. Hij leidde ook zelf graveurs op in zijn atelier.
In 1652 kocht hij het Huys met de Toren in Borgerhout voor 3.120 gulden. In 1655 stierf hij, ook in Borgerhout, en werd er begraven in de Sint-Willibrorduskerk.

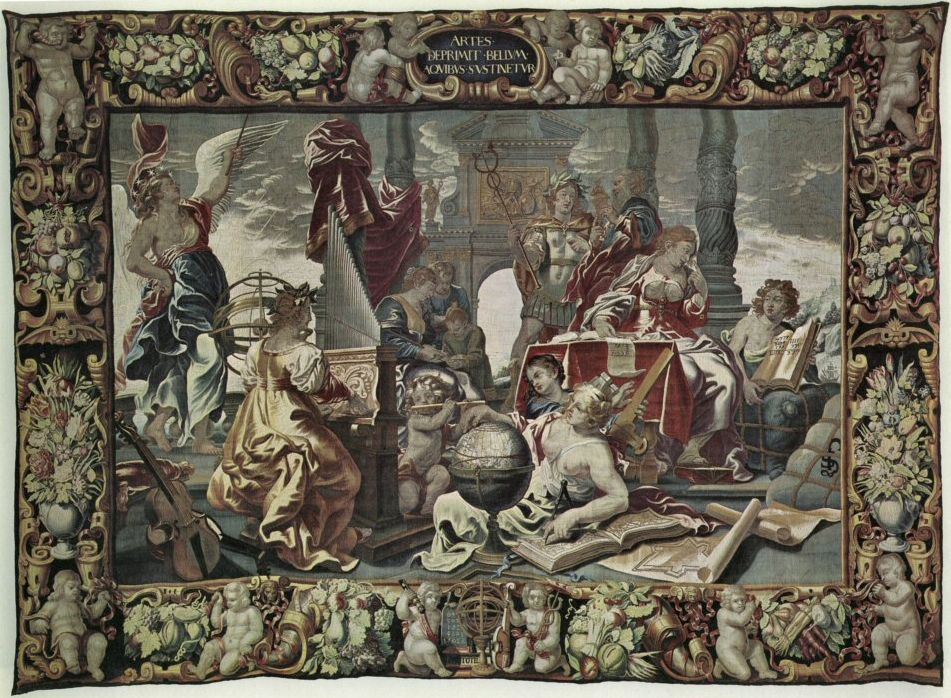
De zeven vrije kunsten, tapijt, Gruuthuse Museum

Hij was de leermeester van Ambrosius (II) Gast, Jan Baptist van den Kerckhoven, Philippe Vleughels, Hans Witdoeck en zijn neef Cornelis Schut III.

## Werken
Zijn vroege werk toont de invloed van Abraham Janssens. Tijdens zijn verblijf in Rome van 1624 tot 1627 en Florence in 1627-1628 nam hij elementen van de hoogbarok van Pietro da Cortona, Guercino en de classicistische tendensen van Domenichino en Guido Reni over. Zijn stijl kenmerkt zich onder andere door een sterk gevoel van animatie en pathos, waarbij licht en kleur een belangrijke rol spelen. Elementen van het late maniërisme zijn ook duidelijk aanwezig.  Schuts stijl, die wordt gekenmerkt door sterke perspectivische verkortingen, scherpe lichtcontrasten en extreme gezichtsuitdrukkingen vertoont enige affiniteit met het werk van Federico Barocci, die een belangrijke rol speelde in de evolutie van de barokschilderkunst.
Afgezien van het aanpassen van motieven en composities vertoont zijn werk weinig stilistische gelijkenis met dat van Rubens.  Schuts vaardigheid in het interpreteren van de thema's van de Contra-Reformatie leidde tot talrijke commissies voor altaarstukken in kerken en kloosters in Antwerpen, Brussel, Gent, Brugge en Keulen.
Zijn composities werden ook gegraveerd door kunstenaars als Hans Witdoeck, hoewel hij zelf een volleerd etser was.
Werken van Cornelis Schut zijn te vinden in de verzamelingen van musea zoals het Metropolitan Museum of Art in New York en het Museum voor Kunsten van Estland.

## Galerij

Geselecteerde werken
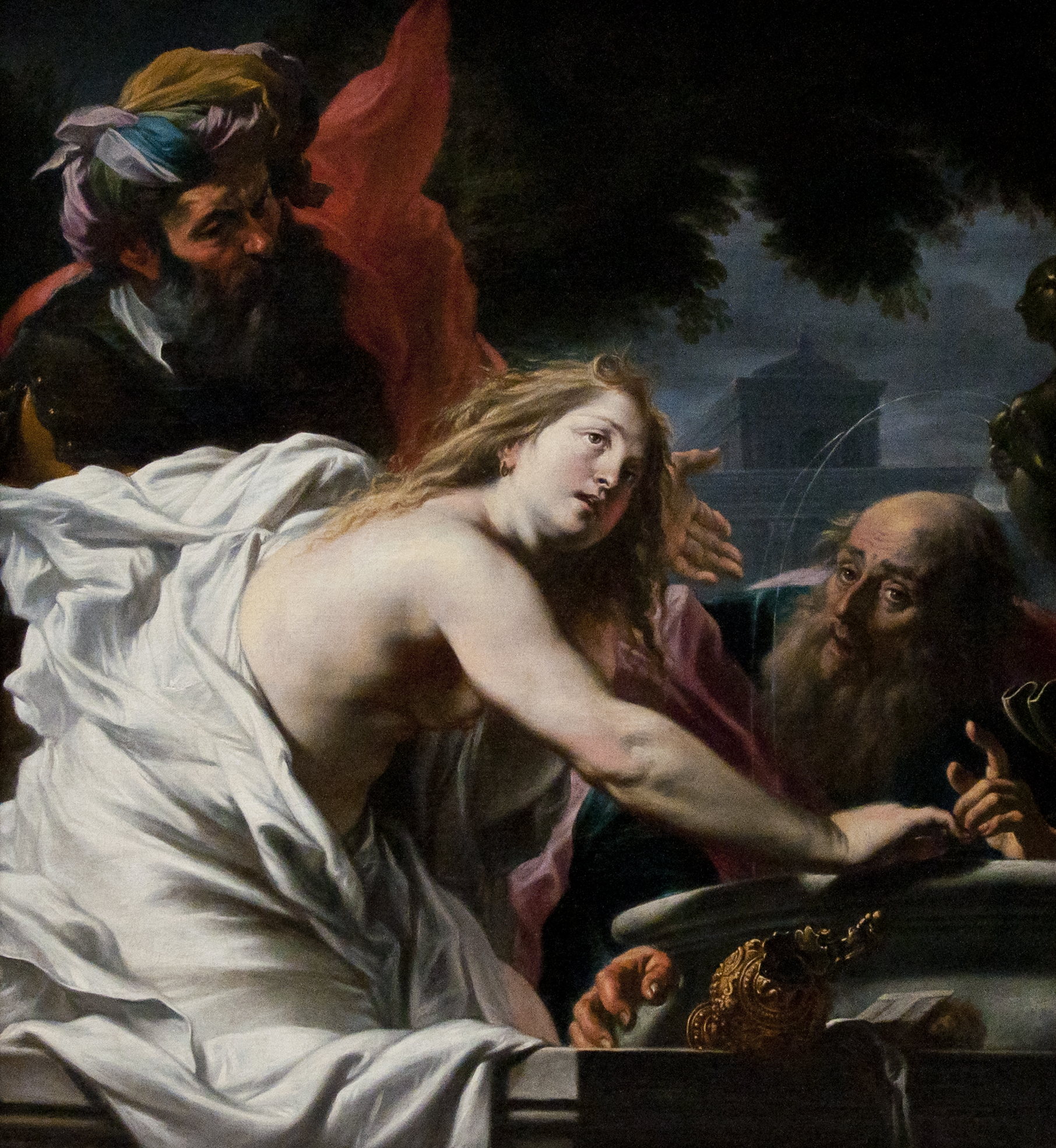
Susanna en de ouderlingen, Koninklijke Musea voor Schone Kunsten van België
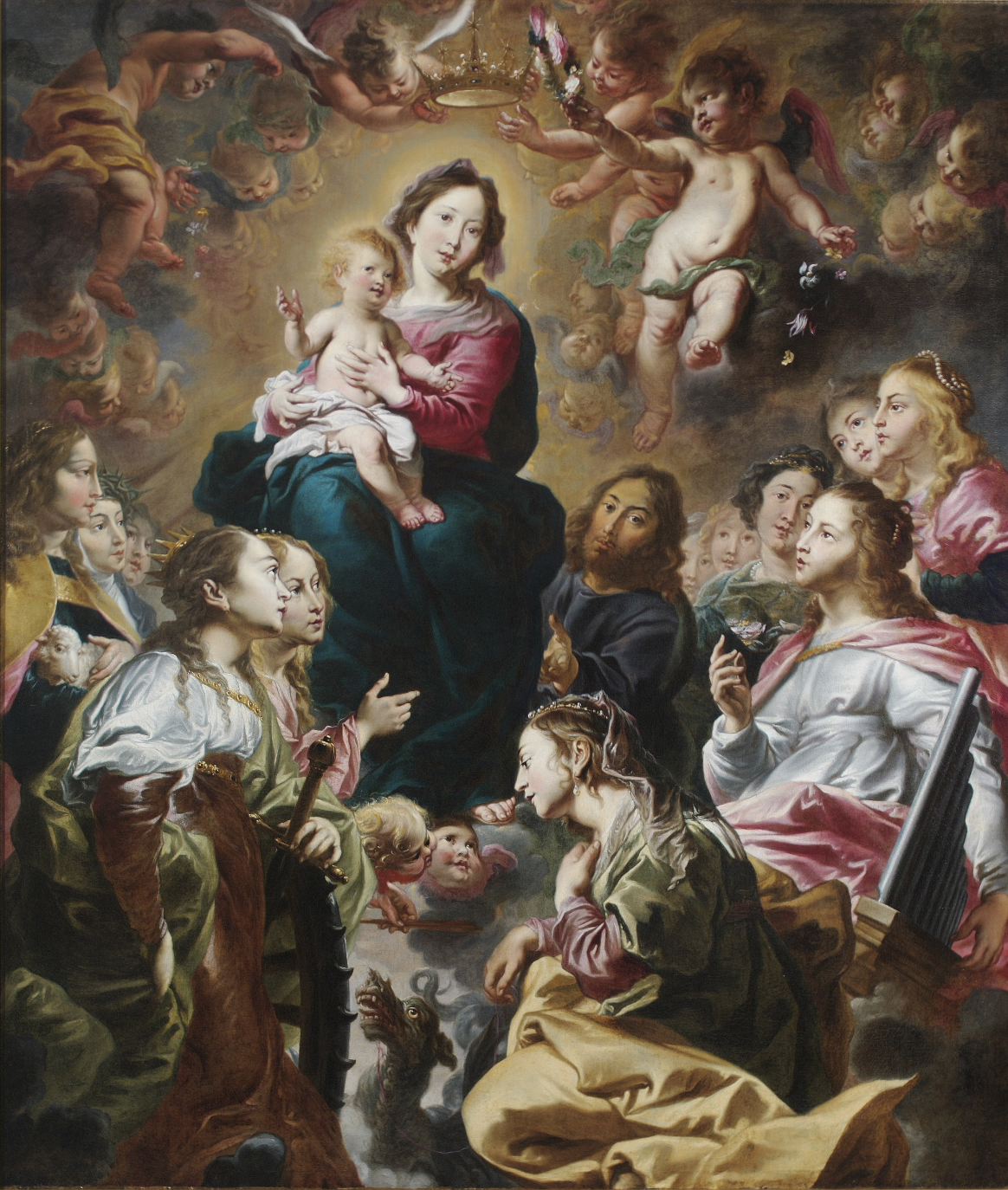
De kroning van de maagd, 1630, Museum Gouda
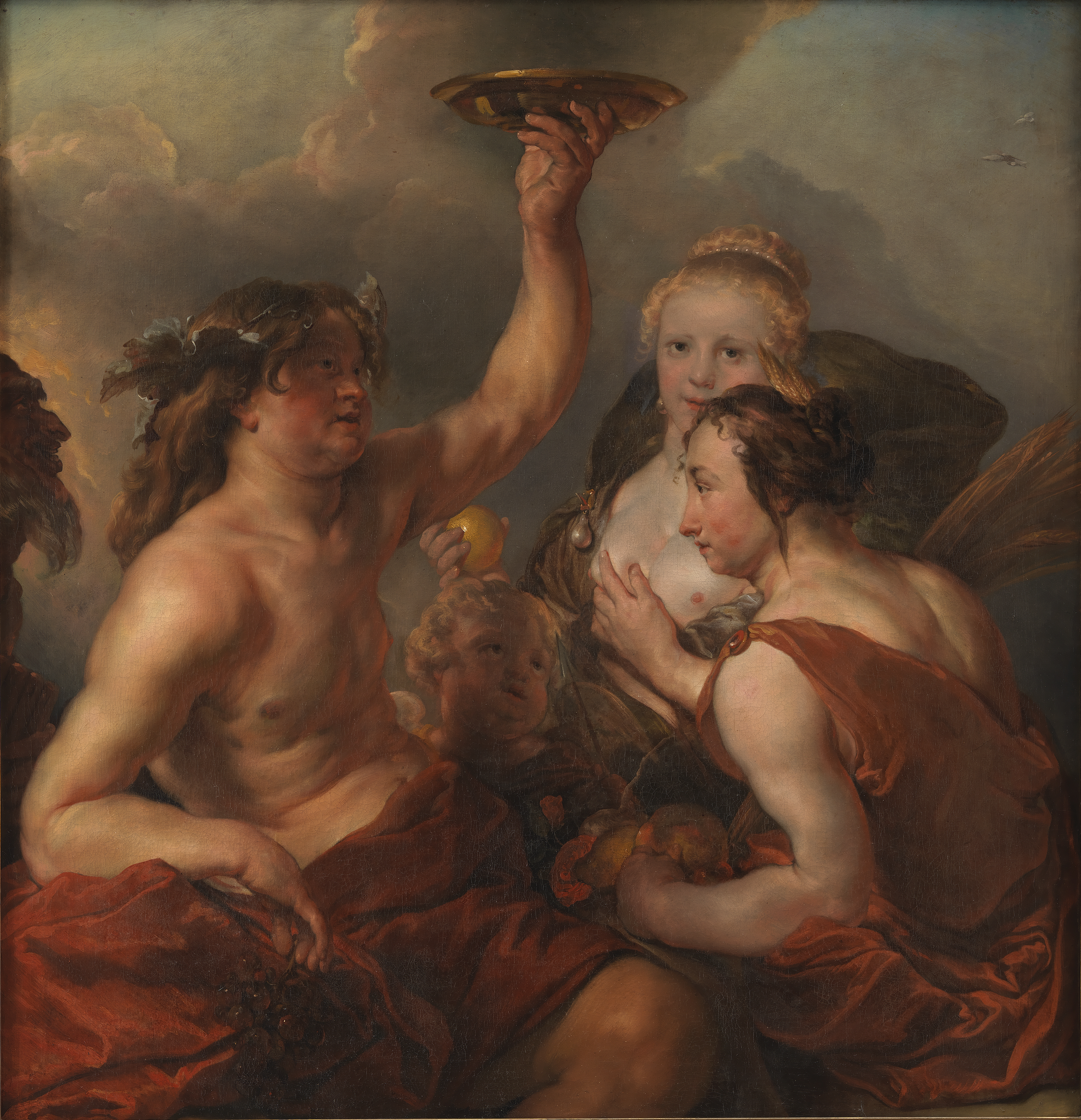
Bacchus, Ceres and Venus, Statens Museum for Kunst
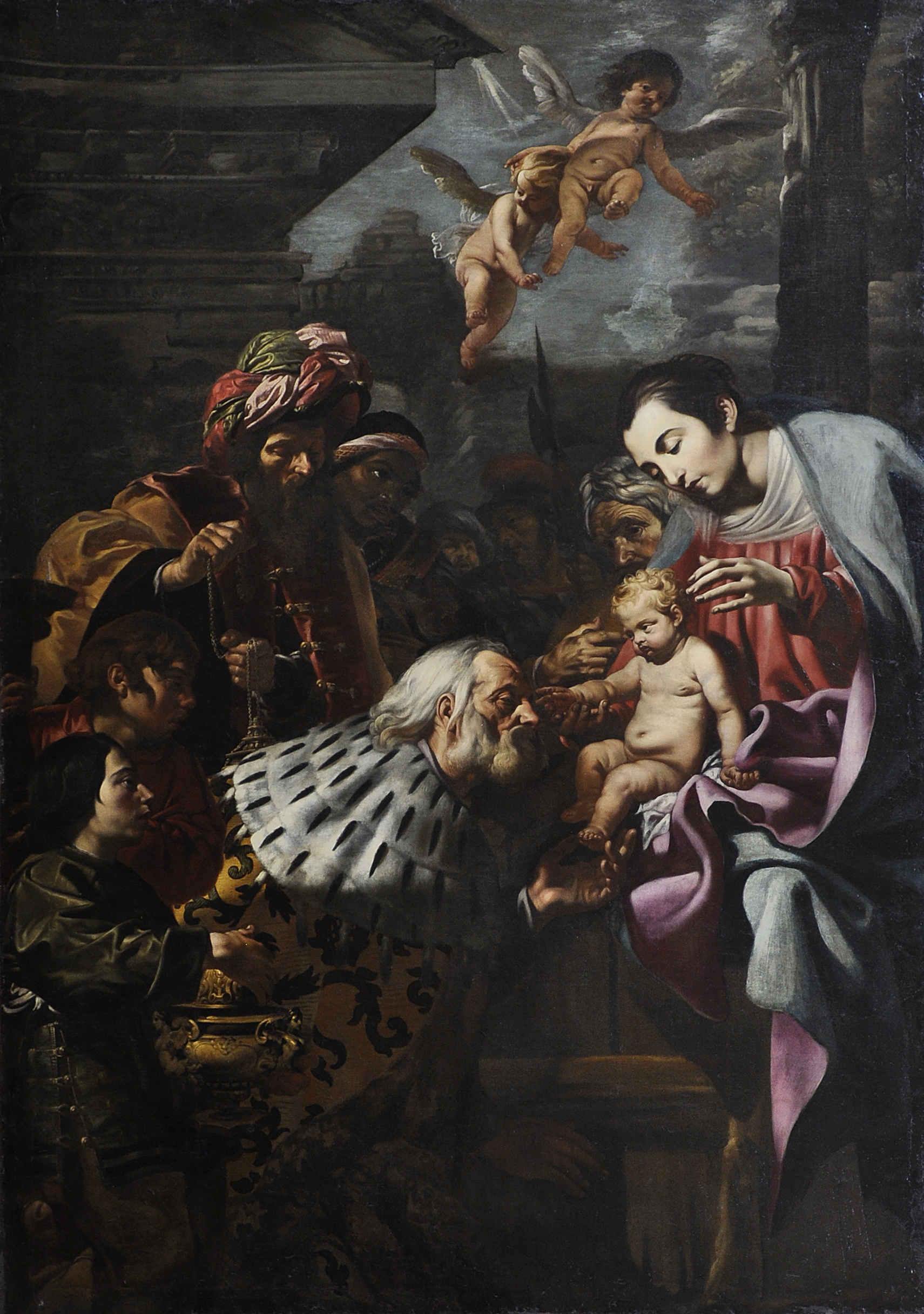
Aanbidding door de Wijzen, abbaye aux Dames, Caen
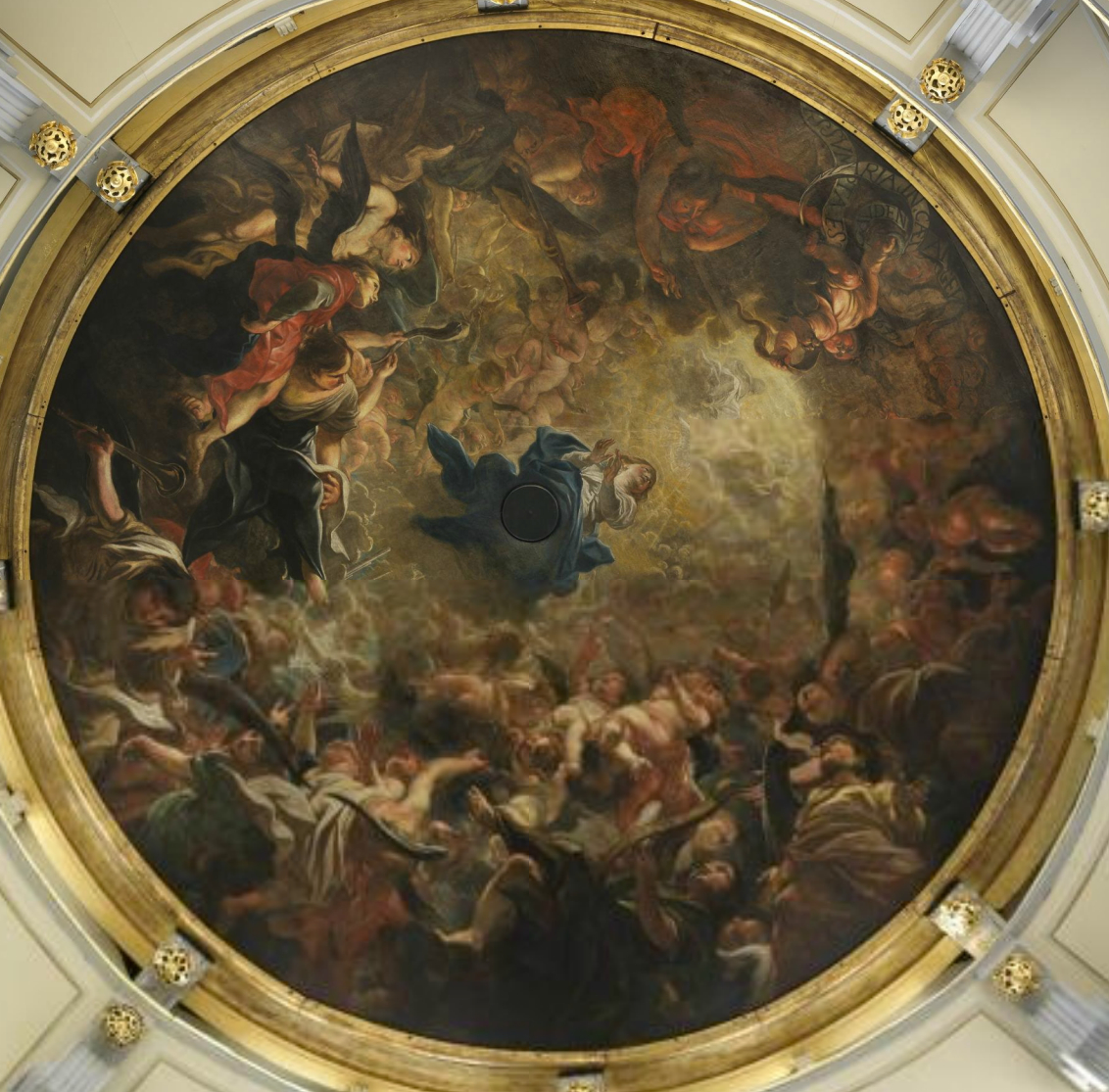
Maria ten Hemelopneming, Kathedraal, Antwerpen
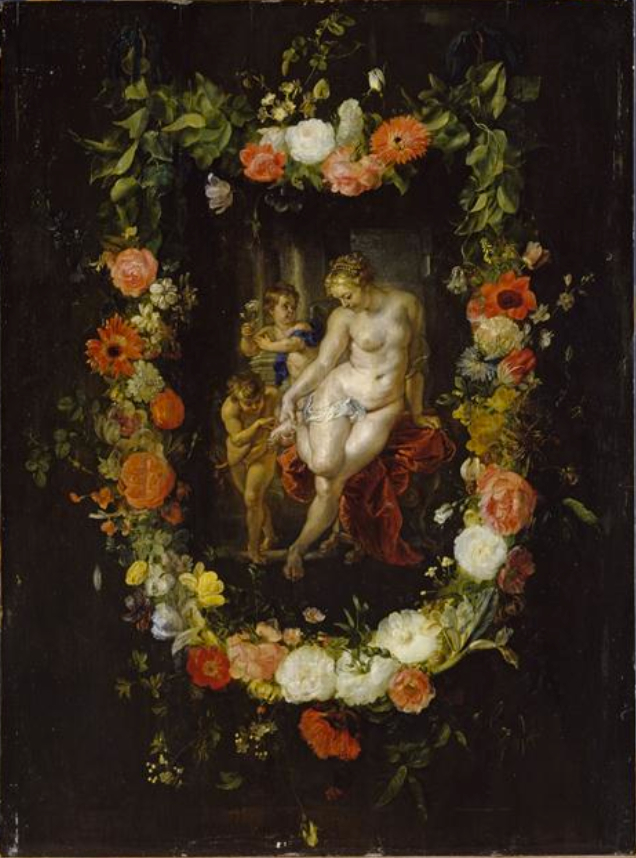
Geboorte van de rode roos door Frans Ykens en Cornelis Schut

- Art Gallery of South Australia: 13028
- Biblioteca Nacional de España: XX1417515
- Bibliothèque nationale de France: cb13508948v (data)
- Biografisch Portaal: 15079908
- Gemeinsame Normdatei: 119441020
- International Standard Name Identifier: 0000 0000 6634 4691
- KulturNav: c8c23e27-339b-47b0-8bb6-10fb8894ade7
- Library of Congress Control Number: nr97004963
- Nationale Bibliotheek van Israël: 987007572302905171
- Nederlandse Thesaurus van Auteursnamen: 154133221
- RKD-Nederlands Instituut voor Kunstgeschiedenis: 71410
- SNAC: w6rv1f58
- Système universitaire de documentation: 050289594
- Museum of New Zealand Te Papa Tongarewa: 32129
- Union List of Artist Names: 500029273
- Virtual International Authority File: 30346835
- WorldCat: E39PBJjd9VR4Dfy4KRbqd8G8md